# Javi Rueda
Javier Rueda García (Alozaina, Málaga, 8 de mayo de 2002) es un futbolista español que juega de defensa en el R. C. Celta de Vigo de la Primera División de España.

## Trayectoria
Su carrera deportiva comenzó en la cantera del Málaga C. F. antes de unirse a la del Real Madrid C. F. Jugó tres años en sus equipos juveniles, con los que ganó la Liga Juvenil de la UEFA 2019-20, y en agosto de 2021 fue cedido a la U. D. Sanse en su estreno en la Primera Federación, donde disputó 27 partidos y anotó dos goles.
El 29 de julio de 2022 fue cedido al Real Murcia C. F. por una temporada. Al término de la cesión, se marchó libre al R. C. Celta Fortuna y firmó por cuatro años. En el primero de ellos debutó con el primer equipo, en la última jornada de la Primera División ante el Valencia C. F., y para el segundo salió prestado al Albacete Balompié.

### Selección nacional
El 16 de enero de 2019 jugó con la selección de fútbol sub-17 de España un encuentro amistoso frente a la selección de fútbol sub-17 de Italia. Más tarde, disputó el Torneo Internacional del Algarve sub-17.[cita requerida]

## Clubes
| Club                       | País   | Año       |
| -------------------------- | ------ | --------- |
| Real Madrid Castilla C. F. | España | 2021-2023 |
| U. D. Sanse (cedido)       | España | 2021-2022 |
| Real Murcia C. F. (cedido) | España | 2022-2023 |
| R. C. Celta Fortuna        | España | 2023-2025 |
| Albacete Balompié (cedido) | España | 2024-2025 |
| R. C. Celta de Vigo        | España | 2025-act. |